# Yahia Fofana
Yahia Fofana (* 21. srpna 2000) je profesionální fotbalista z Pobřeží slonoviny, který hraje na pozici brankáře za francouzský klub Angers SCO. Narodil se ve Francii, ale hraje za národní tým Pobřeží slonoviny.

## Klubová kariéra

### Le Havre
Fofana, produkt akademie Le Havru, podepsal svou první profesionální smlouvu 4. července 2019 s platností do roku 2022. Jeho debut přišel nedlouho poté, když 13. srpna nastoupil do zápasu Coupe de la Ligue proti Clermontu. Zápas skončil vítězstvím Clermontu 4:3 na penalty po remíze 1:1.
Fofanův debut v Coupe de France přišel 19. ledna 2021, kdy jeho tým prohrál s Paris FC výsledkem 1:0. 30. ledna odehrál svůj první zápas v Ligue 2, když nastoupil jako náhradník poté, co Mathieu Gorgelin dostal červenou kartu při remíze 0:0 s Chamois Niortais. V sezóně 2021/22 se v dresu Le Havru prosadil do prvního týmu jako první brankář.

### Angers
Dne 30. května 2022 podepsal Fofana čtyřletou smlouvu s klubem Angers SCO. Do klubu se připojil po vypršení smlouvy v Le Havru.

## Reprezentační kariéra
Fofana se narodil ve Francii a je původem z Pobřeží slonoviny. V průběhu let reprezentoval Francii na úrovních U16, U17, U18, U19 a U21.
Fofana byl v září 2023 poprvé povolán do národního týmu Pobřeží slonoviny na několik kvalifikačních zápasů na Africký pohár národů 2023. Debutoval 9. září 2023 při výhře 1:0 nad Lesothem.
V prosinci 2023 byl Fofana jmenován do týmu Pobřeží slonoviny pro Africký pohár národů 2023. Hrál ve všech zápasech kromě toho úvodního. Pobřeží slonoviny nakonec turnaj vyhrálo.

## Statistiky

### Klubové
Platí k zápasu hranému 15. prosince 2024.
| Klub              | Sezóna            | Liga                   | Liga   | Liga | Národní pohár | Národní pohár | Ostatní | Ostatní | Celkově | Celkově |
| Klub              | Sezóna            | Soutěž                 | Zápasy | Góly | Zápasy        | Góly          | Zápasy  | Góly    | Zápasy  | Góly    |
| ----------------- | ----------------- | ---------------------- | ------ | ---- | ------------- | ------------- | ------- | ------- | ------- | ------- |
| Le Havre B        | 2015/16           | Championnat National 3 | 1      | 0    | —             | —             | —       | —       | 1       | 0       |
| Le Havre B        | 2016/17           | Championnat National 2 | 1      | 0    | —             | —             | —       | —       | 1       | 0       |
| Le Havre B        | 2017/18           | Championnat National 2 | 10     | 0    | —             | —             | —       | —       | 10      | 0       |
| Le Havre B        | 2018/19           | Championnat National 2 | 18     | 0    | —             | —             | —       | —       | 18      | 0       |
| Le Havre B        | 2019/20           | Championnat National 3 | 2      | 0    | —             | —             | —       | —       | 2       | 0       |
| Le Havre B        | Celkově           | Celkově                | 32     | 0    | —             | —             | —       | —       | 32      | 0       |
| Le Havre          | 2019/20           | Ligue 2                | 0      | 0    | 0             | 0             | 1       | 0       | 1       | 0       |
| Le Havre          | 2020/21           | Ligue 2                | 3      | 0    | 1             | 0             | —       | —       | 4       | 0       |
| Le Havre          | 2021/22           | Ligue 2                | 35     | 0    | 0             | 0             | —       | —       | 35      | 0       |
| Le Havre          | Celkově           | Celkově                | 38     | 0    | 1             | 0             | 1       | 0       | 40      | 0       |
| Angers            | 2022/23           | Ligue 1                | 11     | 0    | 0             | 0             | —       | —       | 11      | 0       |
| Angers            | 2023/24           | Ligue 2                | 33     | 0    | 0             | 0             | —       | —       | 33      | 0       |
| Angers            | 2024/25           | Ligue 1                | 15     | 0    | 0             | 0             | —       | —       | 15      | 0       |
| Angers            | Celkově           | Celkově                | 59     | 0    | 0             | 0             | —       | —       | 59      | 0       |
| Celkově v kariéře | Celkově v kariéře | Celkově v kariéře      | 129    | 0    | 1             | 0             | 1       | 0       | 131     | 0       |

### Reprezentační
Platí k zápasu hranému 26. března 2024.
| Národní tým       | Rok     | Zápasy | Góly |
| ----------------- | ------- | ------ | ---- |
| Pobřeží slonoviny | 2023    | 6      | 0    |
| Pobřeží slonoviny | 2024    | 9      | 0    |
| Celkově           | Celkově | 15     | 0    |

## Úspěchy
Pobřeží slonoviny
- Africký pohár národů: 2023